# Bruchberg
Der Bruchberg im Oberharz ist mit etwa 927 m ü. NHN der zweithöchste Berg in Niedersachsen und der vierthöchste Berg des Mittelgebirges Harz. Im Nationalpark Harz gelegen gehört er zum gemeindefreien Gebiet Harz des Landkreises Goslar.

## Geographie

### Lage und Form
Der Bruchberg liegt südöstlich des Kernorts der Bergstadt Altenau, südwestlich vom Altenauer Ortsteil Torfhaus und etwas nördlich von Sankt Andreasberg, einem Stadtteil von Braunlage. Die Hänge dieser fast allseits sanft ansteigenden weitläufigen Aufwölbung sind überwiegend von den vielen dort entstehenden Bachtälern in sanfte Rücken gegliedert, die wie Nebengipfel erscheinen können. Im Südwesten geht der Berg etwa an der Bundesstraße 242 in den Höhenzug Auf dem Acker über, der deshalb oft zusammenfassend als Acker-Bruchberg-Zug bezeichnet wird und seinerseits weiter nach Nordosten über die Torfhäuser Hochfläche zum Brocken überleitet. Die diesen Höhenzug aufbauenden widerstandsfähigen Quarzite durchziehen den Harz in variszischer Richtung. Quer zu dieser Hauptrichtung fällt der Berg nur wenig steiler ab; nach Südosten zum Talsystem der Oder und nordwestwärts nach Altenau hin zur Oker. Nördlich der Talkerbe der Großen Oker sammeln sich in ausgedehnten Hangmooren die Quellfließe der Kleinen Oker und der Altenau. Von ähnlichem Charakter ist die Abdachung nach Südosten zur weiten Senke des oberen Odertales, in dessen Mitte der Oderteich liegt. Ganz anders fällt der Berg in Richtung Nordosten über die felsige Karwand der Steilen Wand in das Kellwassertal ab. Dort beginnt mit dem Flörichshaier Graben das System des Dammgrabens, der bekannteste Teil des Oberharzer Wasserregals.

### Gipfel und Wolfswarte
Der Bruchberg ist eine locker bewaldete Hochfläche mit sanft ansteigender Gipfelkuppe (ca. 927 m). Etwa 700 m nordnordöstlich davon liegt die Wolfswarte (ca. 918 m; ⊙), eine aus verwittertem Acker-Bruchberg-Quarzit bestehende, waldlose Kuppe. Bei guter Sicht ist von dort zum Beispiel der Brocken zu sehen. Die felsige Wolfswarte ist gut vom Glockenberg in Altenau, von Schulenberg und auch von Torfhaus aus zu erkennen. Etwa zwei Kilometer westlich der Wolfswarte liegt auf 765 m der Okerstein, eine ebenfalls aus Acker-Bruchberg-Quarzit bestehende Klippe am Hang des Okertals, in dem in der Nähe die Phillipsbrücke die Oker quert.

## Naturschutz
Der Bruchberg gehört zur Kernzone des Nationalparks Harz. Schon vorher war er Teil des Naturschutzgebietes Oberharz, aus dem der niedersächsische Teil des Nationalparks im Wesentlichen hervorging. Bis auf die Wege zu  Okerstein, Branderklippe und Wolfswarte ist der Bruchberg für die Allgemeinheit gesperrt. Auch Pläne zur Errichtung einer Seilbahn mit Skigebiet von Altenau aus wurden deshalb in den 1970er Jahren nicht realisiert. Der lichte, fichtendominierte Baumbestand des Bruchberges ist an der Südseite weitgehend durch Borkenkäferbefall abgestorben. Hier soll nach dem Borkenkäferfraß unter dem Monitoring des Nationalparks ein artenreicherer Naturwald entstehen.

## Wandern

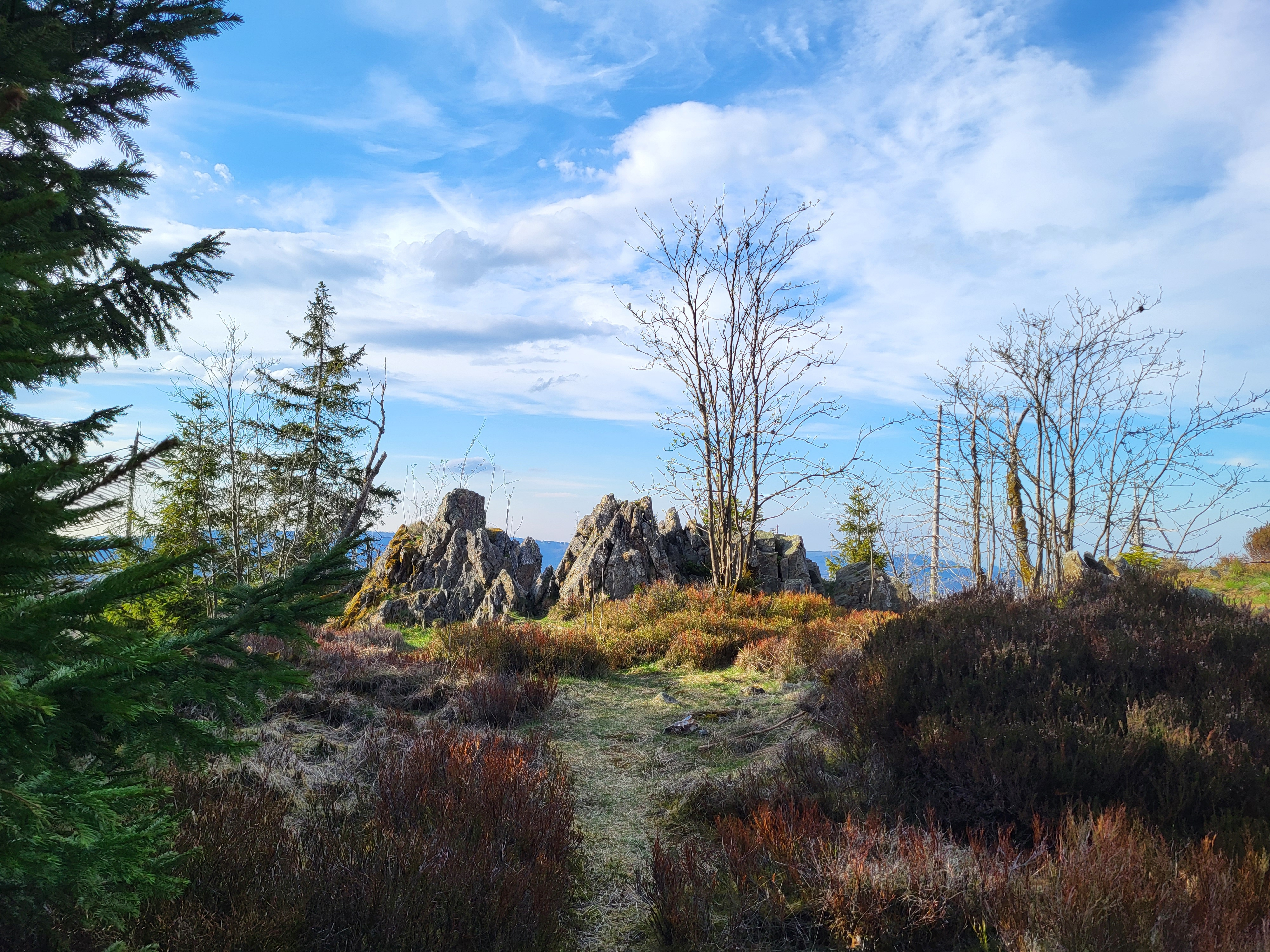
Branderklippe am Bruchberg

Von Altenau führt der Gustav-Baumann-Weg, im oberen Teil auch Oberer Bruchbergweg genannt, am Okerstein vorbei ziemlich direkt hinauf zur Wolfswarte. Ein weiterer Weg ist der Wolfswarter Fußweg. Der Weg ist über mehrere Verbindungswege mit der Steile-Wand-Straße Altenau–Torfhaus verbunden. Am einfachsten erreicht man die Wolfswarte, wenn man auf den letzten Verbindungsweg auf etwa 760 m Höhe, kurz vor dem ersten Parkplatz an der Steilen Wand und nach ein paar hundert Metern auf den steilen und naturnahen Butterstieg abzweigt. Auch von Torfhaus führt ein direkter, etwa 4 km langer Weg hinauf zur Wolfswarte. 
Die Wolfswarte ist seit 2007 als Nr. 135 in das System der Stempelstellen der Harzer Wandernadel einbezogen.
Von der Rose bei Altenau führt der Roseweg den Bruchberg hinauf zu den Brandner- und den Schusterklippen.

## Skikreuz
Seit 1921 stand etwas östlich des Bruchberggipfels das Skikreuz des Ski-Clubs Altenau, ursprünglich nur zum Gedenken an im Ersten Weltkrieg (1914–1918) gefallene Skikameraden, später auch zum Gedenken solcher des Zweiten Weltkriegs (1939–1945). Weil der Standort mit Entstehung des Nationalparks zur Ruhezone erklärt wurde, durfte es dann nur noch einmal im Jahr zur Totengedenkfeier aufgesucht werden. Am 8. September 2008 erhielt das restaurierte Denkmal mit seinem Kreuz aus Holz inklusive Lettern („Ski-Club Altenau – 1914/18 – 1939/1945“) aus Eisen einen neuen Standort nahe der öffentlich zugänglichen Wolfswarte.

## Bildergalerie

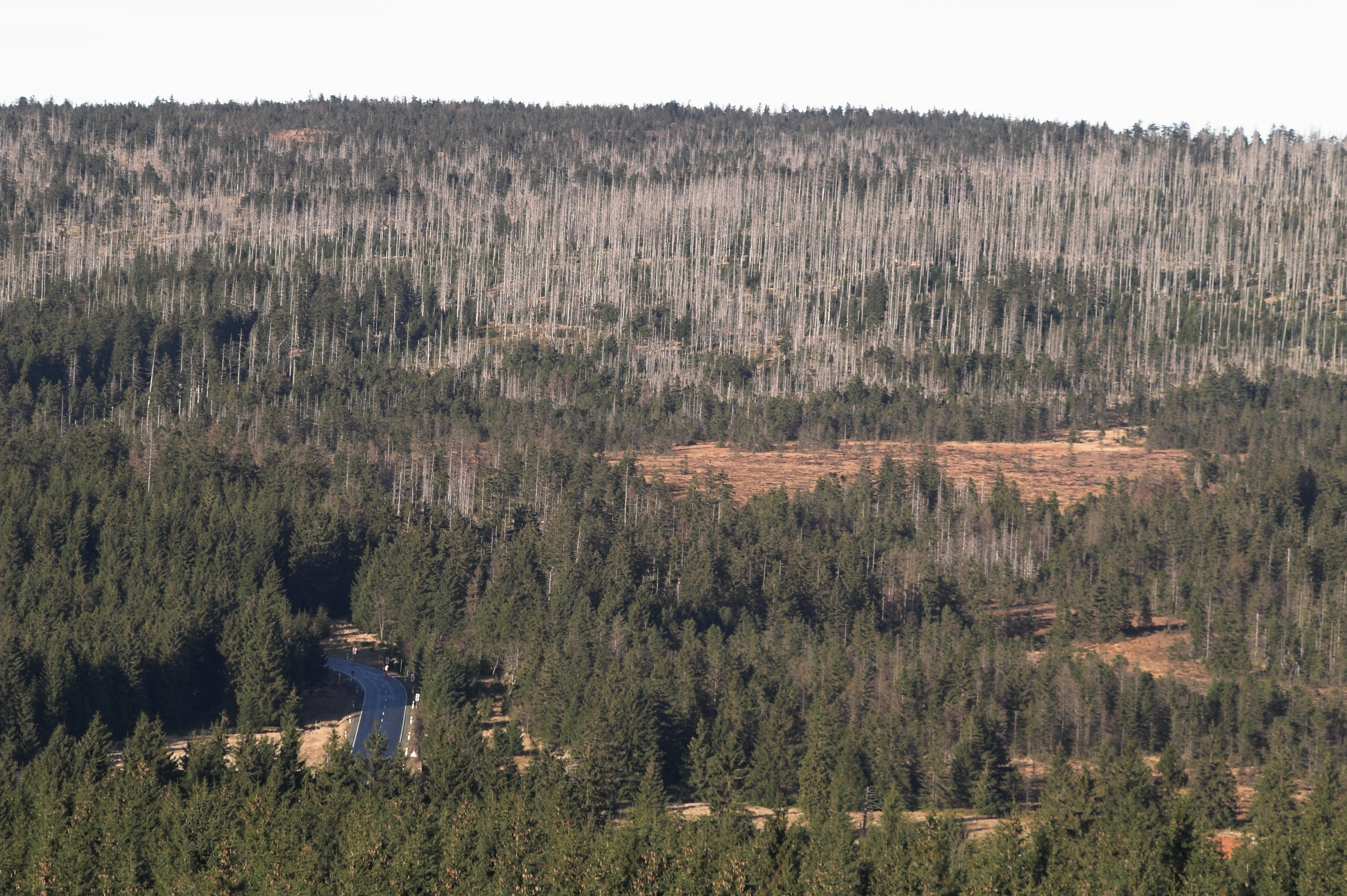
Bruchberg-Südseite vom Großen Sonnenberg aus; vorne die B 242
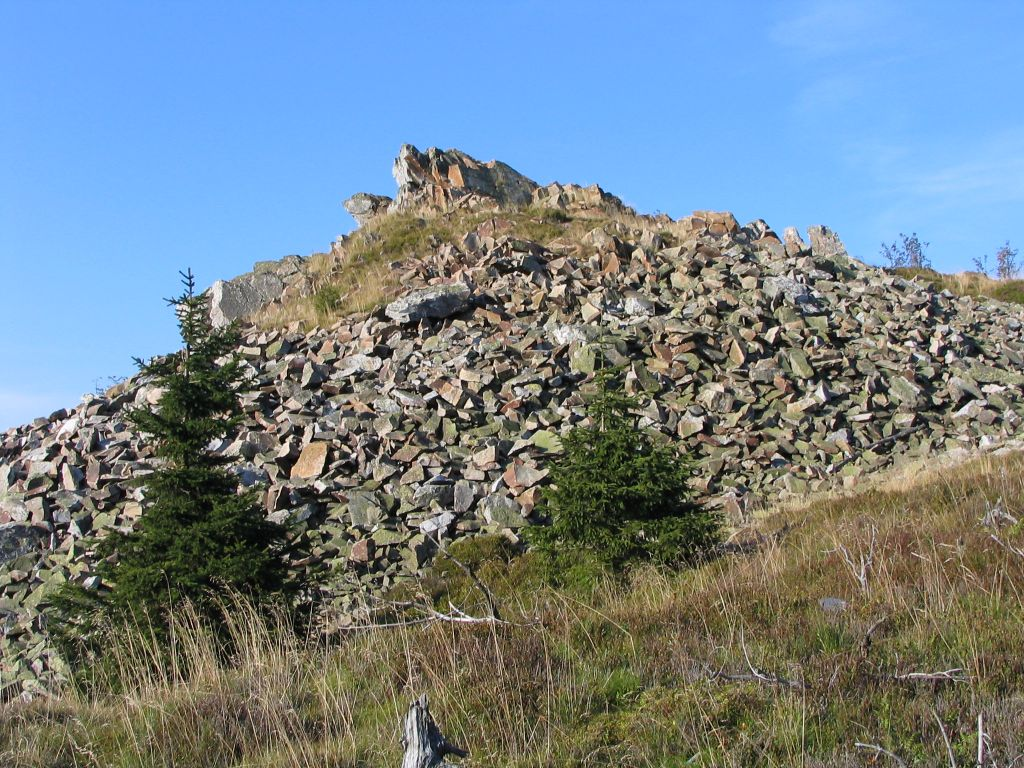
Wolfswarte im Sommer
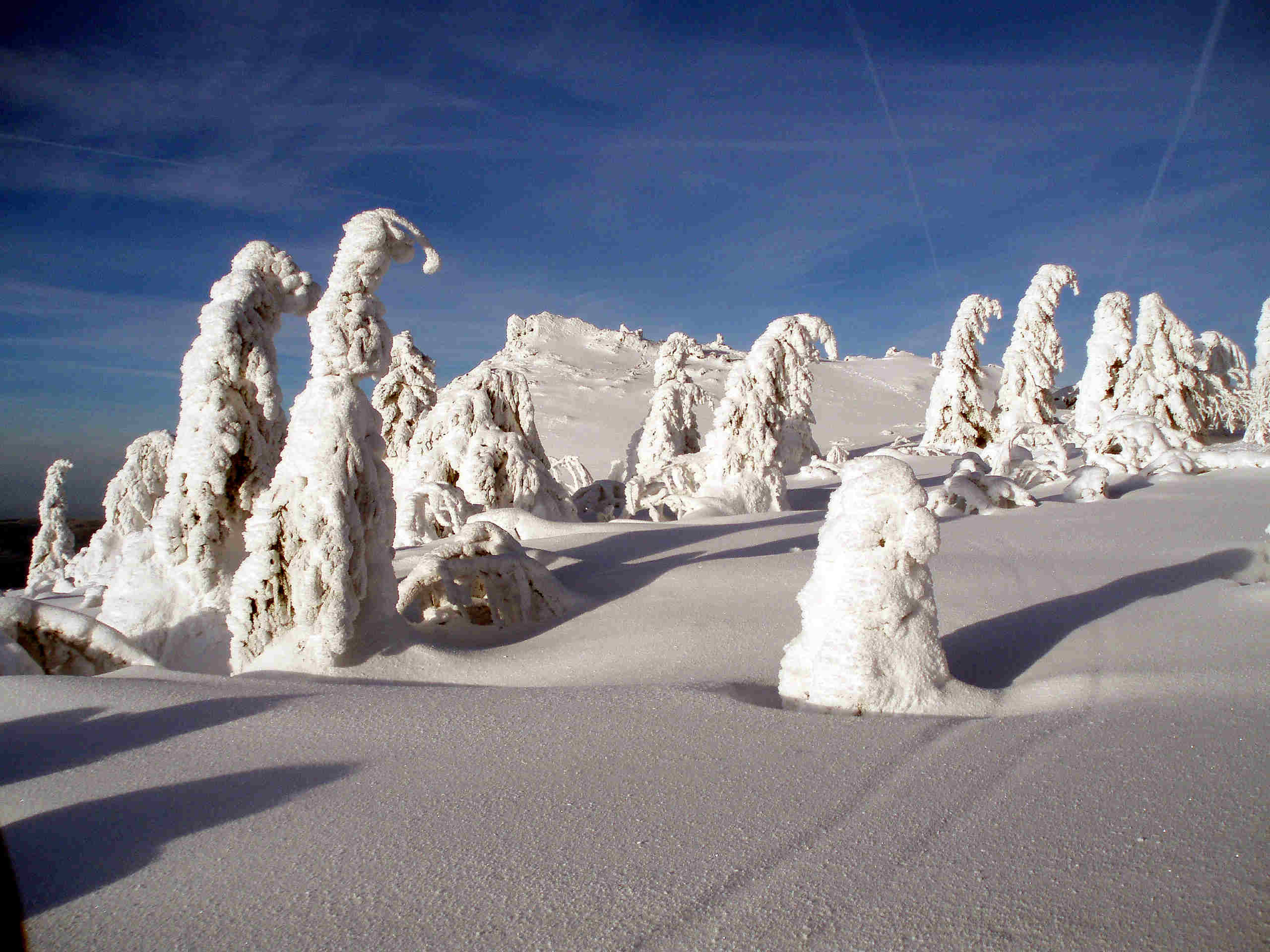
Wolfswarte im Winter
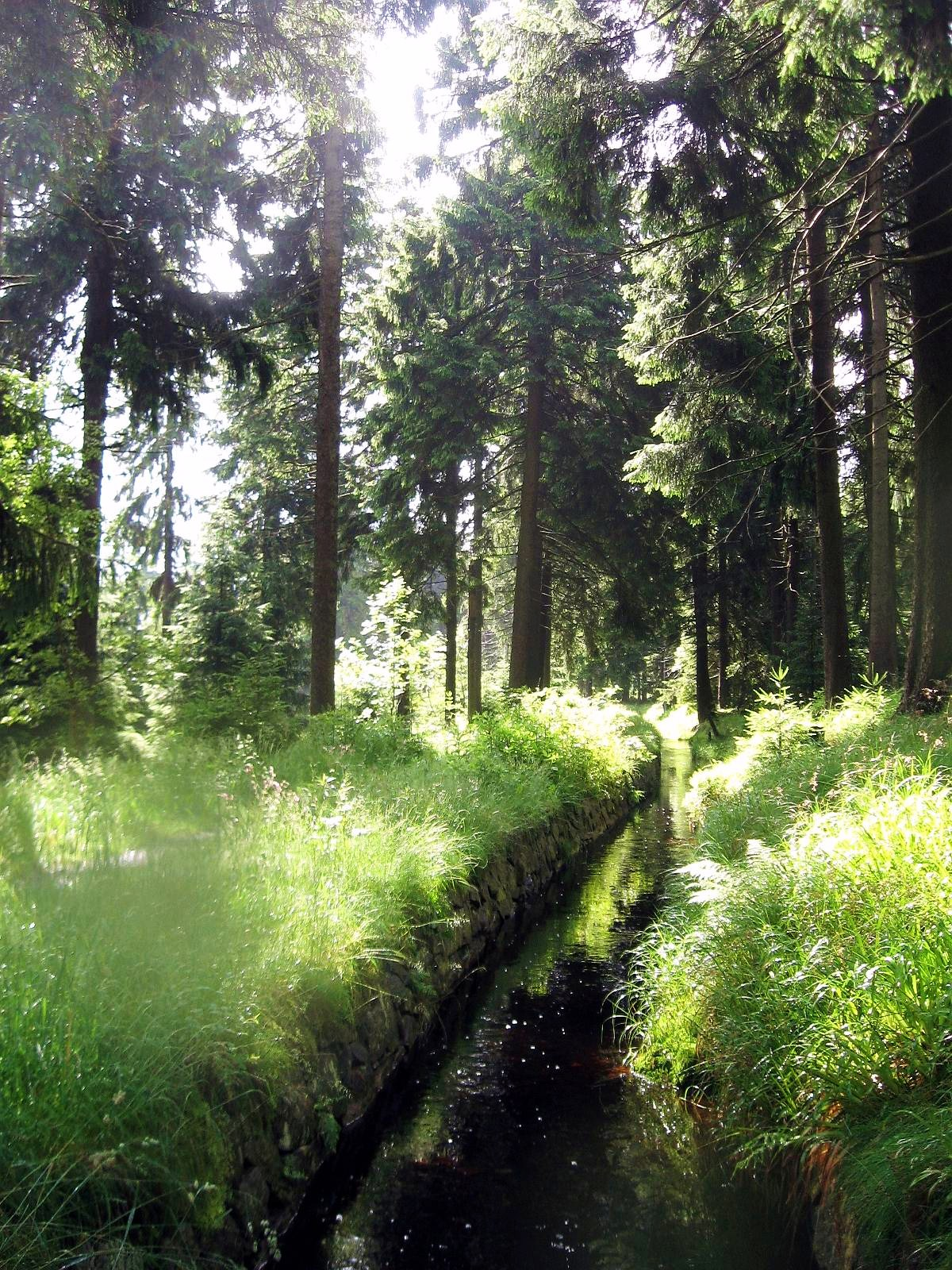
Clausthaler Flutgraben am Nordosthang des Bruchbergs
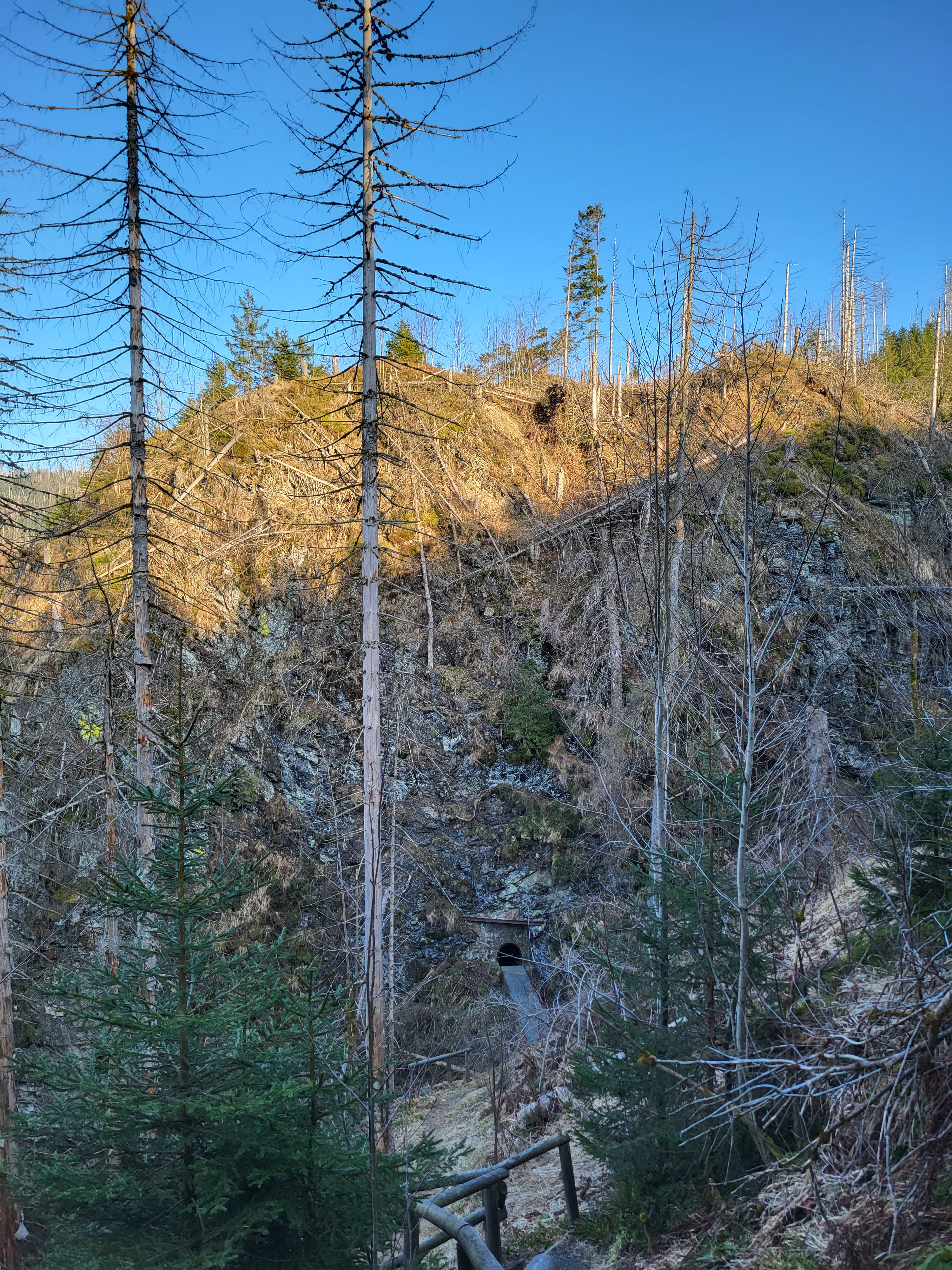
Steile Wand
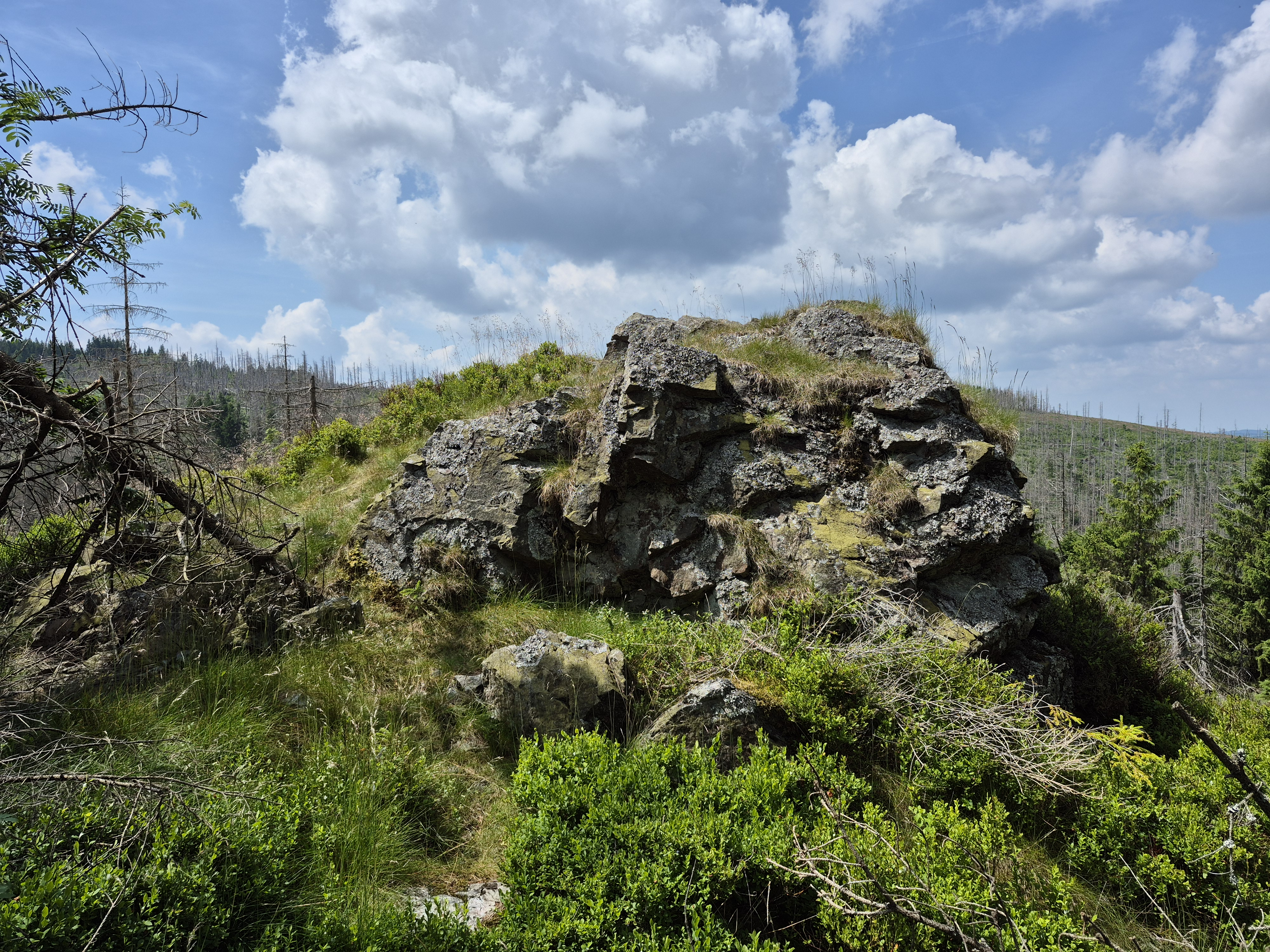
Okerstein